# Cyathea pseudogigantea
Cyathea pseudogigantea là một loài thực vật có mạch trong họ Cyatheaceae. Loài này được Ching & S.H. Wu mô tả khoa học đầu tiên năm 1964.